# Refuge Carate Brianza
Le refuge Carate Brianza se situe dans la province de Sondrio, en Lombardie.
Il est situé à 2 636 m d'altitude. Il est équipé de matelas, de couvertures mais il n'a ni gaz ni chauffage. Du refuge on peut atteindre les sommets suivants :
- piz Bernina ;
- piz Palü ;
- piz Roseg ;
- Bellavista ;
- piz Zupò ;
- piz Argient.